# Zinnwald Lithium

Zinnwald Lithium ist ein Bergbau-Unternehmen mit Sitz in Altenberg im Erzgebirge im deutschen Bundesland Sachsen. Das Unternehmen hält seit 2011 eine Lizenz zur Erkundung der Lithiumvorkommen in Zinnwald, einem Ortsteil von Altenberg. Das Unternehmen besteht aus der Zinnwald Lithium PLC, die an der Börse in London notiert ist, und ihrer Tochtergesellschaft, der Zinnwald Lithium GmbH, die das operative Geschäft vor Ort führt und auch die Bergbaulizenzen hält. Geschäftsführer sind Anton du Plessis und Marko Uhlig.

## Geschichte
Zinnwald, tschechisch Cinovec, ist eine Bergbausiedlung auf dem Erzgebirgskamm sowohl auf deutscher als auch auf tschechischer Seite. Seit dem Mittelalter wurde hier Zinnerz abgebaut. Auf tschechischer Seite endete dieser Bergbau 1990, auf deutscher Seite nach der politischen Wende im März 1991. In den 1990er-Jahren bestand kein Interesse am Erzabbau im Erzgebirge, weil er mit den Weltmarktpreisen nicht konkurrenzfähig war. Das änderte sich Mitte der 2000er-Jahre. Seit 2006 sind die Vorkommen kritischer Rohstoffe in Sachsen wieder im Fokus von Bergbauunternehmen[i]. 2009 begann an der TU Bergakademie Freiberg die Erforschung von Erz aus Zinnwald auf die Möglichkeit, daraus Lithium zu gewinnen[ii]. Der Solarworld-Konzern stieg in das Projekt ein und erhielt 2011 über seine Tochterfirma Solarworld Solicium GmbH Freiberg vom Sächsischen Oberbergamt die Erkundungslizenz „Zinnwald“.[iii] 2012/13 folgten Erkundungsbohrungen. Jedoch geriet Solarworld ab 2013 in wirtschaftliche Schwierigkeiten.[iv]
2017 stieg das kanadische Rohstoffunternehmen Bacanora Minerals in das Lithiumprojekt ein, übernahm die Hälfte der Anteile[v] und benannte das Unternehmen in „Deutsche Lithium GmbH“ um. Bacanora trieb die Erkundung weiter voran, so mit einer Bohrkampagne 2017[vi],  konzentrierte sich aber später auf ein anderes Lithiumprojekt in Mexiko. 2020 veräußerte Bacanora seine Anteile an der Deutsche Lithium GmbH weiter an die Erris Ressources PLC[vii]. Diese nannte sich fortan Zinnwald Lithium PLC und die Deutsche Lithium GmbH wurde in Zinnwald Lithium GmbH umfirmiert. 2021 übernahm sie die restlichen Anteile des insolventen Solarworld-Konzerns[viii] und konzentriert sich seitdem darauf, das Projekt in Zinnwald zu entwickeln. Dafür werden auch die bis dahin vorhandenen Planungen vollkommen überarbeitet. Im März 2023 stieg der Metallurgiekonzern AMG bei Zinnwald Lithium PLC ein.[ix] Er hält 29,57 Prozent der Unternehmensanteile (Stand Juni 2025).

## Aktuelle Arbeiten
Im Juli 2022 begann eine intensive Bohrkampagne, die bis August 2024 lief und insgesamt 27 Kilometer Bohrkerne zu Tage brachte. Daraus ergab sich eine signifikant höhere Ressourcenschätzung für die Lagerstätte, die Zinnwald Lithium im Februar 2024 veröffentlichte. Demnach gibt es zwei unterschiedliche Zonen, eine Kernzone aus Greisen mit hohem Lithiumgehalt und einer Zone aus Albitgranit. Dieser enthält weniger Lithium, das aber immer noch abbauwürdig ist. Die Lagerstätte enthält demnach 193,5 Millionen Tonnen an gemessenen und angezeigten Ressourcen, was ungefähr 2,3 Millionen Tonnen an enthaltenem Lithiumcarbonat-Äquivalent (LCE) entspricht, sowie weitere 33,3 Millionen Tonnen an abgeleiteten Ressourcen oder 0,4 Millionen Tonnen LCE.[x]
Für die weitere Entwicklung des Unternehmens erkundet Zinnwald Lithium auch Satellitenvorkommen von Lithium in der Umgebung von Zinnwald. Dazu hält es die Erkundungslizenzen Falkenhain, Altenberg, Sadisdorf und Bärenstein.[xi]
Im März 2025 veröffentlichte das Unternehmen eine vorläufige Machbarkeitsstudie für das Projekt. Diese empfiehlt einen Standort bei Liebenau für die Aufbereitung wegen seiner Autobahnnähe. Die Aufbereitungsanlage soll vom Bergwerk aus mit einem 9,1 Kilometer langen Förderstollen erreicht werden. Die Studie sieht die Möglichkeit vor, nach den Anfangsjahren des Bergwerksbetriebs in eine intensivere Phase einzutreten mit einer Verdoppelung der Produktion.

## Geologie
Die Entstehung der Lagerstätte in Zinnwald geht auf Vulkanismus vor rund 300 Millionen Jahren zurück. Damals entstand die Teplice-Caldera, ein großer Krater.[xii] Heiße Gase aus dem Erdinnern verursachten eine Vererzung des Gesteins. Zinn, Wolfram und Lithiumglimmer, bekannt als Zinnwaldit, lagerten sich ein. Diese werden seit Jahrhunderten abgebaut. Lithium steht aber erst seit Kurzem im Fokus.[xiii] Die Lagerstätte erstreckt sich auf beiden Seiten der Landesgrenze. In Tschechien arbeitet das Unternehmen Geomet sro daran, den dortigen Lithiumvorrat abzubauen.

## Planungen
Zinnwald Lithium will 2025 die Planungen weiter vorantreiben, ein Raumordnungsverfahren starten und 2026 eine endgültige Machbarkeitsstudie vorlegen. Im Jahr 2027 sollen die notwendigen Genehmigungen vorliegen und mit dem Bau von Bergwerk und Aufbereitungsanlage begonnen werden. Zuvor soll 2026 ein Explorations- beziehungsweise Zugangsstollen von der alten Grenzzollstation in Zinnwald bis an die Lagerstätte errichtet werden. Den Produktionsbeginn fasst das Unternehmen für 2030 ins Auge. [xiv]

## Öffentliche Wahrnehmung
In der Sächsischen Rohstoffstrategie spielt Lithium eine wichtige Rolle.[xv] Das Sächsische Staatsministerium für Wirtschaft, Arbeit, Energie und Klimaschutz unterstrich dies in einer Pressemitteilung im April 2025. Dort teilt es mit: „Die Sächsische Staatsregierung räumt dem Projekt zum Lithium-Abbau in Zinnwald – wie bereits im Koalitionsvertrag verankert – erneut eine hohe Priorität ein.“[xvi]
Auch unterstützt die deutsche Bundesregierung das Vorhaben, wie Ex-Bundeskanzler Olaf Scholz durch zwei Besuche im August und Dezember 2024 im Oberbergamt in Freiberg ausdrückte. In seinem Pressestatement sagte der Kanzler am 30. August 2024 zu dem Vorhaben: „Für mich ist es deshalb etwas sehr Bemerkenswertes, zu sehen, dass hier die Möglichkeit besteht, ein großes Lithiumprojekt zu entwickeln“ und weiter: „Mit der Kompetenz, die hier in Sachsen in der Landesregierung, aber auch ganz konkret in der Behörde (Oberbergamt) vorhanden ist, dafür zu sorgen, dass das alles gut läuft, und dass man Umweltbedingungen und Rahmenbedingungen so organisieren kann, dass die Beeinträchtigungen gering gehalten werden und gleichzeitig die Region davon unmittelbar profitiert, mit vielen zusätzlichen Arbeitsplätzen, mit wachsendem Wohlstand und zusätzlichen Möglichkeiten, auch die Finanzquellen der örtlichen Gemeinden für all die großen sozialen Aufgaben zu verbessern. Deshalb ist das für uns ein Projekt von höchster Priorität.“[xvii]
Das Vorhaben wird auch in der Region diskutiert. Es bildeten sich in Bärenstein,[xviii] Liebenau und Zinnwald Bürgerinitiativen, die das Vorhaben kritisch begleiten. Zinnwald Lithium beteiligt sich an der öffentlichen Diskussion mit einer eigenen Internetpräsenz, die sich an die betroffenen Nachbarn richtet. Außerdem betreibt es an seinem Betriebssitz in Altenberg ein Informationszentrum, wo es über das Projekt informiert.

## Webseite
- https://lithium-im-erzgebirge.de
- https://zinnwaldlithium.com/de/